# 貴族代表議員
在英國，貴族代表議員（英語：Representative peer）特指1963年前由蘇格蘭或愛爾蘭貴族互選產生之上議院議員。《1999年上議院法令》通過前，所有英格蘭貴族均擁有上議院當然席位，並不需透過互選產生。此特權同時適用於1707年後冊封之大不列顛貴族及1801年後冊封之聯合王國貴族。
貴族代表議員一制始於1707年英格蘭王國與蘇格蘭王國之合併，當時英格蘭及蘇格蘭兩國分別有168位及154位貴族。英格蘭一方擔心兩國合併後上議院會有過多蘇格蘭貴族，因此在談判中確保蘇格蘭一方只會選出少數代表進入上議院議事。大不列顛王國與愛爾蘭王國於1801年合併時也采用類似方式。
蘇格蘭貴族有權選出16名代表議員，而愛爾蘭貴族則有權選出28名代表議員。蘇格蘭代表之任期與國會任期相同，國會解散後蘇格蘭貴族會互選產生新一屆代表；愛爾蘭代表之任期則爲終身。愛爾蘭代表議員的選舉在愛爾蘭自由邦自治領於1922年12月成立後便停止舉辦，但當時在任的議員則獲准繼續出任議員直至去世。蘇格蘭代表議員的選舉於1963年停止舉辦（當年通過的《1963年爵位法令》允許所有蘇格蘭貴族於上議院擁有席位，不再需以互選產生）。
《1999年上議院法令》設立了與代表議員制度相類似的議席，允許部分世襲貴族出任上議院議員。

## 蘇格蘭

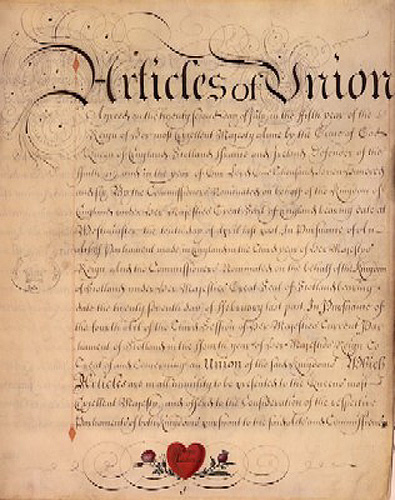
蘇格蘭國會在1707年1月16日通過《聯合法令》，英格蘭國會則在同年3月19日通過法令。

《1707年聯合法令》中的第二十二及二十三條規定，蘇格蘭貴族有權互選十六名貴族代表進入上議院議事，任期為一届議會任期，最長七年，可以連任。當君主宣佈召開新一届國會後，其會發佈詔書召集蘇格蘭貴族於荷里路德宮選舉貴族代表。選舉於荷里路德宮的大畫廊（Great Gallery）舉行，房間内陳列有89幅蘇格蘭歷代君主的肖像，由雅各·德·魏特於1684至1686年間繪製。文案主事官會依照爵位列表（Peerage Roll）點名，以確認該貴族是否在場；在點名完畢後，文案主事官會再次依照爵位列表喊名，而被點名的貴族需公開宣佈其意向，而選舉結果會送回於倫敦的皇室秘書。如有補選亦會用相同方式處理。
選舉方式為全票制，每名貴族需選擇與議席數量相同的候選人。此制度確保擁有最多貴族成員的政黨（大部分時候為保守黨）可以贏取大部分席次。文案主事官負責點票以及確認選舉結果。選舉結果在經過確認後便足以讓國會接納當選者為上議院議員，他們並不需要如其他貴族一樣等待君主發出傳訊令狀（Writ of summons）以傳召其到上議院議事。 直到1782年之前，貴族代表在上議院的權力及地位一直含糊不清：1711年貴族代表第四代漢密爾頓公爵獲封為大不列顛貴族之中的布蘭登公爵，但他在試圖以該身份出席上議院會議時被拒之門外——理由為漢密爾頓公爵為蘇格蘭貴族，《聯合法令》規定只有十六名蘇格蘭貴族可於上議院議事，故漢密爾頓公爵不得以布蘭登公爵之名義進入上議院議事——儘管大不列顛貴族理論上爲上議院當然議員。不過上議院在1782年推翻1711年的決定，認爲君主有權允許任何年滿21歲的成人，不論是否蘇格蘭貴族，進入上議院議事。因此上議院從1782年起允許蘇格蘭貴族如果同時擁有大不列顛貴族（及1801年後聯合王國貴族）的身份，便可憑該身份進入上議院議事，而不受《聯合法令》有關蘇格蘭貴族人數上限之限制。

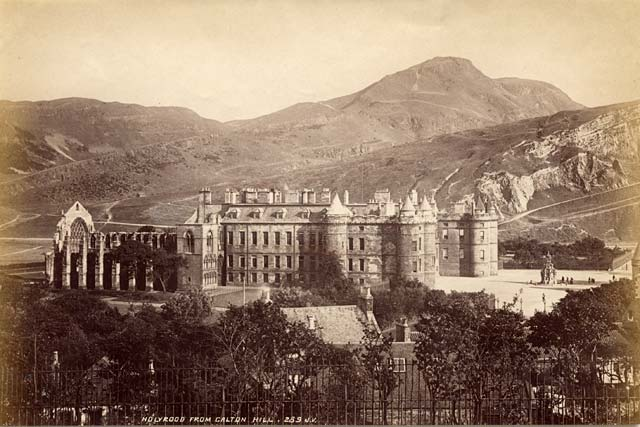
荷里路德宮為舉行蘇格蘭貴族代表選舉的地點。

在《1963年爵位法令》生效後，所有蘇格蘭貴族均有權出任上議院議員，原有的貴族代表選舉被廢除。1999年國會在討論《上議院法案》時，曾經就其有關廢除世襲貴族在上議院當然議席的條文展開辯論；部分議員擔心條文會違反《聯合法令》有關蘇格蘭貴族之條款。反對法案的議員認爲：兩國統一之前的蘇格蘭國會在同意統一時，便要求能確保統一後的上下議院中均有議員代表蘇格蘭；《1963年爵位法令》由於允許所有蘇格蘭貴族出任上議院議員，並未違反《聯合法令》第二十二條有關蘇格蘭貴族需至少在上議院中佔十六席的規定；而只有解散兩國才能繞過《聯合法令》之規定。
相反，政府一方則指《1963年爵位法令》已明確廢除《聯合法令》中有關貴族代表選舉之條款（即第二十二條），當時並沒有任何議員對此提出異議。除了已被廢除的條文外，法案並未與《聯合法令》其他條款有任何抵觸。同時，第二十二條並非剛性條款，故可修改或廢除。再者，在國會至上原則下，國會有權對任何法例做出修改，不論其是否屬於剛性條款。《1853年大學（蘇格蘭）法令》廢除大學教授需在就任教職前宣佈其宗教信仰的規定，儘管《聯合法令》表明蘇格蘭教會的地位將「永不改變」；愛爾蘭教會在1871年起便不再為愛爾蘭國教——儘管《1800年聯合法令》將其國教地位列爲剛性條款之一；《1800年聯合法令》亦表明愛爾蘭全境與大不列顛將「永遠」統一，但1922年12月成立的愛爾蘭自由邦則將大部分愛爾蘭從英國分裂出來。因此，國會有權廢除或修改《聯合法令》中的任何條款。
上議院程序委員會一致同意政府一方觀點，確認法案不會違反《聯合法令》。法案於同年獲得御准，世襲貴族從1999年起不再於上議院擁有當然議席。

## 愛爾蘭
《1800年聯合法令》中的第四及八條規定，愛爾蘭貴族有權互選二十八名貴族作爲終身代表進入上議院議事。位處都柏林國會大廈内的愛爾蘭上議院議事廳被用作舉辦首屆的代表選舉，由貴族或其授權人出席。愛爾蘭的公訴及令狀保管書記官負責籌備選舉。與蘇格蘭類似，投票以記名方式進行。首屆選舉之後的歷屆選舉均改由在出現空缺後52日内用郵遞投票方式進行。空缺只在貴族代表去世，或類似阿什敦男爵於1915年一樣，宣告破產而產生。貴族若在當選後獲加封聯合王國爵位，不會因而產生空缺——1911年寇松男爵獲加封聯合王國爵位中的斯卡斯代爾男爵，但仍繼續出任愛爾蘭貴族代表直至其於1925年逝世。

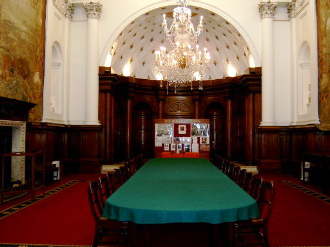
都柏林學院綠地北側國會大廈内的愛爾蘭王國上議院議事廳為第一屆愛爾蘭貴族代表選舉的會址。

任何空缺需先經由大不列顛大法官以上議院議長的身份加以確認，再交由愛爾蘭大法官下令公訴及令狀保管書記官向貴族寄出選票。公訴及令狀保管書記官在收集所有寄回選票，點票及確定勝選者後，便會將結果登載於《都柏林憲報》及《倫敦憲報》之上。 在《1829年羅馬天主教徒救濟法令》生效前信奉天主教的貴族不得投票或參加代表選舉。在1857年上議院修訂程序前，貴族向上議院程序委員會證明自身擁有選民資格要比起向大法官證明自身為貴族的程序更爲繁瑣及昂貴。 政府也試圖避免任何在外地主獲選為貴族代表。 寇松男爵為僅有的在未曾向上議院證明有權選出代表的情況下於1908年獲選為貴族代表。
《聯合法令》亦同時統一英格蘭及愛爾蘭教會。原於愛爾蘭上議院作爲神職貴族出任議員的大主教及主教中，有四名教長（一位大主教及三位教區主教）加入合併後的上議院，任期為一届國會會期，任滿後由未出任議員的主教輪替。若有教長已經出任貴族代表的話，其順序會被跳過，改由次序較後的教長出任神職貴族議員。都柏林大主教查理斯·亞加在1801年以薩默頓子爵的身份獲選為首屆貴族代表，故一生未曾作爲神職貴族出任上議院議員。1833年的《教會財產法令》將22個教區整合至12個，並將蒂厄姆教省及卡舍爾教省降至教區地位。 愛爾蘭教會在從1871年起失去國教地位後，便再無愛爾蘭教長出任神職貴族議員（除了時任阿馬大主教的羅賓·埃姆斯在1995年因其對北愛爾蘭調解與和平進程的工作獲封終身貴族）。

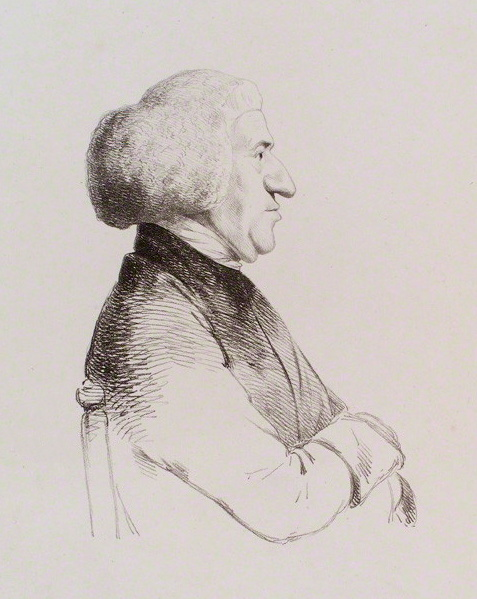
都柏林大主教 (愛爾蘭教會)第一代諾曼頓伯爵查理斯·亞加為首屆二十八名愛爾蘭貴族代表當中其中一人。

在愛爾蘭自由邦於1922年12月成立後，愛爾蘭貴族便不再選出新貴族代表，儘管已就任的貴族代表獲准繼續出任直至其離世。最後一名貴族代表第四代基爾穆里伯爵於1961年逝世。直至國會於1971年廢除《聯合法令》當中有關選出愛爾蘭貴族代表的條文前，部分貴族一直不滿政府暫停選出新貴族代表。1922年的《愛爾蘭自由邦憲法法令》並未提及貴族代表選舉的存續問題，但愛爾蘭大法官一職已於同年的1922年《愛爾蘭自由邦（後繼修訂）法令》被廢除，導致籌備選舉所需的程序無法執行。1926年愛爾蘭自由邦亦廢除公訴及令狀保管書記官一職，原職位改爲高等法院主事官（Master of the High Court）。上議院改革聯席委員會在1962年駁回愛爾蘭貴族有關重設貴族代表選舉的請求，而翌年國會在審議《1963年爵位法令》時，部分議員提出之允許所有愛爾蘭貴族出任上議院議員的修正案（類同蘇格蘭貴族）以九十比一大多數否決，取而代之的是重申所有愛爾蘭貴族均擁有參與下議院選舉的權利。
1965年第八代安特里姆伯爵連同其他愛爾蘭貴族向上議院要求重設貴族代表選舉，認爲政府從未正式廢除愛爾蘭貴族選出貴族代表的權利。上議院否決其請求。常任上訴法官詹姆士·里德在判詞中指，《聯合法令》當中表明貴族代表作爲「愛爾蘭代表」出任上議院議員。由於愛爾蘭已被分割成愛爾蘭共和國及北愛爾蘭兩部分，「愛爾蘭」此政治實體並不存在，貴族代表因而無權作爲「愛爾蘭代表」出任上議院議員。爲了避免愛爾蘭貴族再次要求重設貴族代表選舉，國會通過《1971年成文法（廢除）法令》，廢除《聯合法令》當中有關愛爾蘭貴族代表的條文。

## 參選下議院
愛爾蘭貴族與英國其他貴族不同，若未被獲選為貴族代表的話，可以在愛爾蘭以外的選區當選下議院議員，但在1963年前需放棄其貴族特權（英國其他貴族不得當選下議院議員）。寇松男爵在獲委任為印度總督時特別要求獲封為愛爾蘭貴族，以確保他回到英國後可以進入下議院議事。
《1963年爵位法令》通過後，儘管並未允許所有愛爾蘭貴族出任上議院議員，但允許愛爾蘭貴族在英國任何選區當選下議院議員及參與下議院選舉，而不需放棄其貴族特權。

## 1999年上議院改革後
1999年英國政府決定對上議院進行首階段的改革，削減上議院當中世襲貴族議員的人數。在立法過程中政府為確保法案能及時於上議院通過，作為妥協，將允許部分世襲貴族暫時留任。由前下議院議長伯納德·韋瑟里爾提出的上議院修正案允許92名世襲貴族留任上議院議員。法案在同年作爲《1999年上議院法令》生效。
該92名世襲貴族可細分作三類：第一類為十五名將出任副議長及委員會主席等職務的貴族，由全體上議院議員選舉產生；第二類為七十五名分屬各黨派及中立議員的貴族，由各黨派内部選舉產生；最後一類為兩名皇家官職——掌禮大臣及司禮大臣。掌禮大臣作爲君主於國會的代表，現由卡靈頓勳爵出任；司禮大臣則負責籌辦大型儀典如國會開幕大典，職位從1672年起一直由諾福克公爵所持有。